# Ignazio Corrao
Pour les articles homonymes, voir Corrao.
Ignazio Corrao, né le 14 janvier 1984 à Rome, est un homme politique italien du Mouvement 5 étoiles de 2013 à 2020.

## Biographie
Le 25 mai 2014, il est élu député européen dans la circonscription Italie insulaire, avec 71 146 voix, un nombre record de voix de préférences de son mouvement, dont il devient le chef de la délégation au Parlement européen. Puis il est réélu en 2019. 
Diplômé en droit à l'université de Palerme, il est résidant à Alcamo mais travaille à Palerme, en Sicile.